# マンションの管理の適正化の推進に関する法律
マンションの管理の適正化の推進に関する法律（マンションのかんりのてきせいかのすいしんにかんするほうりつ）は、マンションの管理の適正化などに関する日本の法律である。通称マンション管理適正化法。
法令番号は平成12年法律第149号、2000年（平成12年）12月8日に公布された。

## 概要
土地利用の高度化の進展その他国民の住生活を取り巻く環境の変化に伴い、多数の区分所有者が居住するマンションの重要性が増大していることにかんがみ、マンション管理士の資格を定め、マンション管理業者の登録制度を実施する等マンションの管理の適正化を推進するための措置を講ずることにより、マンションにおける良好な居住環境の確保を図り、もって国民生活の安定向上と国民経済の健全な発展に寄与することを目的とする法律である（同法第1条）。
この法律では、「マンション」が法令用語として定義づけられている（同法第1条）。

## 構成
- 第1章 総則（第1条 - 第5条）
- 第2章 マンション管理士 
  - 第1節 資格（第6条）
  - 第2節 試験（第7条 - 第29条）
  - 第3節 登録（第30条 - 第39条）
  - 第4節 義務等（第40条 - 第43条の2）
- 第3章 マンション管理業 
  - 第1節 登録（第44条 - 第55条）
  - 第2節 管理業務主任者（第56条 - 第69条）
  - 第3節 業務（第70条 - 第80条）
  - 第4節 監督（第81条 - 第86条）
  - 第5節 雑則（第87条 - 第90条）
- 第4章 マンション管理適正化推進センター（第91条 - 第94条）
- 第5章 マンション管理業者の団体（第95条 - 第102条）
- 第6章 雑則（第103条 - 第105条）
- 第7章 罰則（第106条 - 第113条）
- 附則

## 主務官庁
国土交通省の所管となる。

## 資格
- マンション管理士
- 管理業務主任者